# (746) Marlu
(746) Marlu – planetoida z pasa głównego asteroid okrążająca Słońce w ciągu 5 lat i 171 dni w średniej odległości 3,1 au. Została odkryta 1 marca 1913 roku w Landessternwarte Heidelberg-Königstuhl w Heidelbergu przez Franza Kaisera. Nazwa pochodzi od Marii-Louisy Kaiser, córki odkrywcy. Przed jej nadaniem planetoida nosiła oznaczenie tymczasowe (746) 1913 QY.